# ПУСТО
Уличный фестиваль видеоарта «ПУСТО» — московский фестиваль видеоарта.

## История
Первый фестиваль «ПУСТО» состоялся на пустыре возле Пушкинской площади 2002 года. Второй и третий фестивали — на пустыре возле Третьяковской галереи (пересечении Лаврушинского переулка и Кадашёвской набережной напротив Болотной площади) в 2003 и 2004.
Фестиваль ежегодно проводится на различных открытых городских площадках. Работы различных художников проецируются непосредственно на городские стены.
Являясь художественной инициативой, фестиваль «ПУСТО» предлагает различные формы взаимодействия искусства с городским пространством.
Ежегодно фестиваль демонстрирует виде-работы последних лет, а также кураторские программы и сборники работ аналогичных фестивалей и других институций современного искусства.

## Регулярные участники фестиваля
- Группа «Синие носы»
- Группа «Бомбилы»
- Группа ПГ
- Владимир Логутов
- Яков Каждан
- Сергей Шутов
- Аристарх Чернышев
- Александр Петлюра
- Ксения Перетрухина
- Андрей Бартенев
- Дмитрий Александрович Пригов
- Антон Литвин
- «Фабрика Найденных Одежд»
- Гор Чахал

## Фестивали видеоарта в России
- Международный канский фестиваль видео
- Медиа Форум Архивная копия от 19 апреля 2009 на Wayback Machine (в рамках ММКФ)
- фестиваль OUTVIDEO
- фестиваль «Видеология»
- Красноярский международный фестиваль медиа искусства